# Michele Gennaro di Braganza
Michele Gennaro di Braganza (portoghese: Miguel Maria Carlos Egidio Constantino Gabriel Rafael Gonzaga Francisco de Paula e de Assis Januário de Bragança) (Kleinheubach, 19 settembre 1853 – Seebenstein, 11 ottobre 1927) fu il pretendente michelista al trono del Portogallo dal 1866 al 1920, portando il titolo di duca di Braganza.

## Biografia

### Infanzia
Michele Gennaro nacque nel castello di Kleinheubach, vicino a Miltenberg in Baviera, durante l'esilio in Germania di suo padre, l'ex re Michele del Portogallo; sua madre era Adelaide di Löwenstein-Wertheim-Rosenberg.

### Giovinezza in Austria
Per la legge portoghese d'esilio del 1834 e per la costituzione del 1838 a lui e alla sua famiglia era vietato entrare nel Portogallo: visse quindi e in Germania ed in Austria. Era un membro della Corte personale dell'imperatore Francesco Giuseppe e partecipò nel 1908 all'occupazione della Bosnia; l'imperatore lo apprezzava particolarmente e gli concesse il privilegio dell'extra territorialità, facendolo rimanere un portoghese malgrado l'esilio.

### Carriera militare
Il principe ebbe il rango di colonnello del settimo reggimento austriaco degli Ussari. Durante la prima guerra mondiale fu sottotenente generale (Feldmarschalleutnant) nell'Esercito austriaco, da cui si dimise nel 1917 quando il Portogallo entrò in guerra contro l'Austria, passando il resto del periodo bellico come membro civile dell'Ordine di Malta.
Dopo la fine dell'impero asburgico Michele e la sua numerosa famiglia vissero in relative ristrettezze economiche.

### "Abdicazione"
Nel 1920, rotti i rapporti con il figlio primogenito (sposatosi senza l'autorizzazione paterna con un'ereditiera americana), Michele II abdicò dalle sue pretese di Re del Portogallo in favore del figlio Duarte Nuno, che aveva allora tredici anni.

### Morte
Michele morì a Seebenstein il 11 ottobre 1927 e fu sepolto a Kloster Maria Himmelfahrt a Bronnbach. Fu cavaliere dell'Ordine di San Uberto e dell'Ordine del Toson d'oro.

## Gli accordi di Dover e di Parigi
Nel 1912 don Michele e Manuele II cercarono un accordo per evitare che ci fossero due pretendenti al trono, entrambi in esilio: i loro rappresentanti firmarono il patto di Dover, per cui Michele riconosceva Manuele II come re, mentre Manuele II riconosceva i diritti di successione di Duarte Nuno se Manuele stesso e suo zio Alfonso fossero morti senza discendenti.
Il patto fu decisamente impopolare tra i sostenitori di entrambi, fino a spingere molti a sostenere che non fosse mai stato realmente firmato. Il 17 aprile 1922, un secondo accordo, chiamato Patto di Parigi, fu firmato dai rappresentanti di Duarte Nuno e di Manuele II: il sovrano acconsentiva a che le Cortes scegliessero il suo erede se egli fosse morto senza averne uno, mentre Duarte Nuno chiedeva ai suoi sostenitori di accettare Manuele II come Re.
In senso stretto il patto di Dover e il patto di Parigi furono soltanto accordi riservati, privi di alcun valore legale: come sovrano costituzionale Manuele II non poteva aderirvi senza il consenso delle Cortes. Questi accordi, però, furono punti importanti nella riconciliazione delle due linee dei Braganza per convergere verso un movimento unito di monarchici.

## Discendenza
Dal primo matrimonio, con la principessa Elisabetta di Thurn und Taxis (28 maggio 1860 - 7 febbraio 1881), avvenuto il 17 ottobre 1877 a Ratisbona ebbe:
- Miguel di Braganza (1878-1923), sposato ad Anita Stewart
- Francesco Giuseppe di Braganza (1879-1919)
- Maria Teresa di Braganza (1881-1945)

Dal secondo matrimonio, con la cugina la principessa Maria Teresa di Löwenstein-Wertheim-Rosenberg:
- Isabella Maria Anna di Braganza (1894-1970), sposata con il principe Francesco Giuseppe di Thurn und Taxis
- Maria Benedetta di Braganza (1896-1971)
- Mafalda di Braganza (1898-1918)
- Maria Anna di Braganza (1899-1971), sposata con il cugino Carlo Augusto di Thurn und Taxis
- Maria Antonia di Braganza (1903-1973), sposata con Sidney Ashley Chanler
- Filippa di Braganza (1905-1990), nubile
- Duarte Nuno di Braganza, duca di Braganza (1907-1976)
- Maria Adelaide di Braganza (1912 - 2012), sposata a Nicolaas Johannes Maria van Uden

## Ascendenza
|                                                                  |                                                          |                                                                | Genitori                                  |  |  | Nonni |  |  | Bisnonni                  |  |  | Trisnonni                 |  |
|                                                                  |                                                          |                                                                |                                           |  |  |       |  |  | Pietro III del Portogallo |  |  | Giovanni V del Portogallo |  |
|                                                                  |                                                          |                                                                |                                           |  |  |       |  |  | Pietro III del Portogallo |  |  | Giovanni V del Portogallo |  |
|                                                                  |                                                          | Maria Anna d'Austria                                           |                                           |  |  |       |  |  | Pietro III del Portogallo |  |  |                           |  |
| Giovanni VI del Portogallo                                       |                                                          |                                                                |                                           |  |  |       |  |  | Pietro III del Portogallo |  |  |                           |  |
|                                                                  |                                                          | Maria I del Portogallo                                         | Giuseppe I del Portogallo                 |  |  |       |  |  |                           |  |  |                           |  |
|                                                                  |                                                          | Maria I del Portogallo                                         | Giuseppe I del Portogallo                 |  |  |       |  |  |                           |  |  |                           |  |
|                                                                  |                                                          | Maria I del Portogallo                                         | Marianna Vittoria di Borbone-Spagna       |  |  |       |  |  |                           |  |  |                           |  |
| Michele del Portogallo                                           |                                                          | Maria I del Portogallo                                         |                                           |  |  |       |  |  |                           |  |  |                           |  |
|                                                                  |                                                          | Carlo IV di Spagna                                             | Carlo III di Spagna                       |  |  |       |  |  |                           |  |  |                           |  |
|                                                                  |                                                          | Carlo IV di Spagna                                             | Carlo III di Spagna                       |  |  |       |  |  |                           |  |  |                           |  |
|                                                                  |                                                          | Carlo IV di Spagna                                             | Maria Amalia di Sassonia                  |  |  |       |  |  |                           |  |  |                           |  |
| Carlotta Gioacchina di Borbone-Spagna                            |                                                          | Carlo IV di Spagna                                             |                                           |  |  |       |  |  |                           |  |  |                           |  |
|                                                                  |                                                          | Maria Luisa di Borbone-Parma                                   | Filippo I di Parma                        |  |  |       |  |  |                           |  |  |                           |  |
|                                                                  |                                                          | Maria Luisa di Borbone-Parma                                   | Filippo I di Parma                        |  |  |       |  |  |                           |  |  |                           |  |
|                                                                  |                                                          | Maria Luisa di Borbone-Parma                                   | Elisabetta di Borbone-Francia             |  |  |       |  |  |                           |  |  |                           |  |
| Michele di Braganza                                              |                                                          | Maria Luisa di Borbone-Parma                                   |                                           |  |  |       |  |  |                           |  |  |                           |  |
|                                                                  | Carlo Tommaso, Principe di Löwenstein-Wertheim-Rosenberg | Domenico Costantino, Principe di Löwenstein-Wertheim-Rochefort |                                           |  |  |       |  |  |                           |  |  |                           |  |
|                                                                  | Carlo Tommaso, Principe di Löwenstein-Wertheim-Rosenberg | Domenico Costantino, Principe di Löwenstein-Wertheim-Rochefort |                                           |  |  |       |  |  |                           |  |  |                           |  |
|                                                                  | Carlo Tommaso, Principe di Löwenstein-Wertheim-Rosenberg | Maria Leopoldina di Hohenlohe-Bartenstein                      |                                           |  |  |       |  |  |                           |  |  |                           |  |
| Costantino, Principe Ereditario di Löwenstein-Wertheim-Rosenberg | Carlo Tommaso, Principe di Löwenstein-Wertheim-Rosenberg |                                                                |                                           |  |  |       |  |  |                           |  |  |                           |  |
|                                                                  |                                                          | Sofia di Windisch-Grätz                                        | Giuseppe Nicola di Windisch-Grätz         |  |  |       |  |  |                           |  |  |                           |  |
|                                                                  |                                                          | Sofia di Windisch-Grätz                                        | Giuseppe Nicola di Windisch-Grätz         |  |  |       |  |  |                           |  |  |                           |  |
|                                                                  |                                                          | Sofia di Windisch-Grätz                                        | Leopoldina di Arenberg                    |  |  |       |  |  |                           |  |  |                           |  |
| Adelaide di Löwenstein-Wertheim-Rosenberg                        |                                                          | Sofia di Windisch-Grätz                                        |                                           |  |  |       |  |  |                           |  |  |                           |  |
|                                                                  |                                                          | Carlo Ludovico I di Hohenlohe-Langenburg                       | Cristiano Alberto di Hohenlohe-Langenburg |  |  |       |  |  |                           |  |  |                           |  |
|                                                                  |                                                          | Carlo Ludovico I di Hohenlohe-Langenburg                       | Cristiano Alberto di Hohenlohe-Langenburg |  |  |       |  |  |                           |  |  |                           |  |
|                                                                  |                                                          | Carlo Ludovico I di Hohenlohe-Langenburg                       | Carolina di Stolberg-Gedern               |  |  |       |  |  |                           |  |  |                           |  |
| Agnese di Hohenlohe-Langenburg                                   |                                                          | Carlo Ludovico I di Hohenlohe-Langenburg                       |                                           |  |  |       |  |  |                           |  |  |                           |  |
|                                                                  |                                                          | Amalia Enrichetta di Solms-Baruth                              | Giovanni Cristiano II di Solms-Baruth     |  |  |       |  |  |                           |  |  |                           |  |
|                                                                  |                                                          | Amalia Enrichetta di Solms-Baruth                              | Giovanni Cristiano II di Solms-Baruth     |  |  |       |  |  |                           |  |  |                           |  |
|                                                                  |                                                          | Amalia Enrichetta di Solms-Baruth                              | Federica di Reuss-Köstritz                |  |  |       |  |  |                           |  |  |                           |  |
|                                                                  |                                                          | Amalia Enrichetta di Solms-Baruth                              |                                           |  |  |       |  |  |                           |  |  |                           |  |